# Da Afghanistan Bank
Da Afghanistan Bank (DAB; paschtunisch د افغانستان بانک) ist die Zentralbank von Afghanistan.

## Aufgaben

### Notenemission, Liquiditätsversorgung und Inflationsbekämpfung
Als Notenbank ist die DAB für die Ausgabe der Geldnoten des Afghani zuständig. Sie soll dabei gemäß Bankengesetz die Liquidität sicherstellen und gleichzeitig die Inflation bekämpfen.

### Bankenaufsicht
Die DAB nimmt die Rolle der Bankenaufsicht in Afghanistan wahr. Durch sie zugelassene Banken sind:
1. Afghanistan International Bank
2. Azizi Bank
3. Arian Bank
4. Bank-E-Mili Afghan
5. Bank Alfalah Ltd
6. Brac Afghanistan Bank
7. Export Promotion Bank
8. Habib Bank of Pakistan
9. Kabul Bank
10. National Bank of Pakistan
11. Pashtany Tejaraty Bank
12. Punjab National Bank – India
13. Standard Chartered Bank
14. The First MicroFinanceBank

## Geschichte
Am 27. Juni 2011 gab das US-Außenministerium bekannt, dass Abdel Kadir Fitrat, der damalige Chef der Da Afghanistan Bank, in die Vereinigten Staaten geflüchtet war. Er selbst war zuvor als Zentralbankchef zurückgetreten und behauptete, er fürchte wegen der Ermittlungen im Fall der Kabul Bank um sein Leben.
Am 3. Juni 2020 wurde Ajmal Ahmady von Aschraf Ghani mit Präsidialdekret 544 zum Gouverneur der Zentralbank ernannt. Noch während er auf die Bestätigung durch das afghanische Parlament wartete, trat Ahmady als amtierender Gouverneur in die Da Afghanistan Bank ein. Etwas mehr als drei Wochen nach Ahmadys Ernennung wurden fast alle hochrangigen Beamten der Zentralbank unterhalb des Gouverneurs wegen angeblicher Korruption suspendiert oder entlassen. Die Wolesi Jirga hat Ajmal Ahmady im Dezember 2020 zur Vertrauensabstimmung vorgestellt, wobei ihn die Volksvertreter ablehnten. Dennoch blieb Ahmady weiterhin amtierender Leiter der Zentralbank. Zuvor hatte Ahmady bereits sechs Monate lang als amtierender Leiter der Zentralbank gearbeitet. Nach der afghanischen Verfassung darf keine Person länger als zwei Monate als kommissarischer Leiter tätig sein. Nach dem Zusammenbruch der Regierung Ghani floh Ahmady aus Afghanistan. Seit dem 15. August 2021 gilt er nicht mehr als amtierender Beamter der Bank.
Am 23. August 2021 wurde Hadschi Mohammad Idris zum Gouverneur der Da Afghanistan Bank ernannt, um „zur Linderung der wachsenden wirtschaftlichen Turbulenzen beizutragen“. Taliban-Sprecher Zabihullah Mudschahid erklärte, die Führung des Islamischen Emirats habe Hadschi Mohammad Idris die Verantwortung für die Zentralbank von Afghanistan übertragen. Ziel der Ernennung ist es, die staatlichen Institutionen und das Bankensystem zu organisieren und öffentliche Probleme zu lösen. Kritisiert wurde die Ernennung vom proklamierten Präsidenten der Islamischen Republik Afghanistan, Amrullah Saleh, der sagte, Idris sei ein „Geldwäscher“ im Dienste des Terrorismus.